# 島田虎之助
島田 虎之助（しまだ とらのすけ、文化11年4月3日（1814年5月22日） - 嘉永5年9月16日（1852年10月28日））は、江戸時代後期の剣客。諱は直親。号は峴山。
男谷信友、大石進とならび幕末の三剣士といわれた。直心影流島田派を名乗った。虎之助は剣術以外に儒教や禅を好んで学び、「其れ剣は心なり。心正しからざれば、剣又正しからず。すべからく剣を学ばんと欲する者は、まず心より学べ」という言葉が知られている。

## 略歴
文化11年（1814年）、豊前中津藩士・島田市郎右衛門親房の子として生まれる。10歳の頃から、藩の剣術師範・堀十郎左衛門の道場に外也一刀流を学ぶ。15歳ごろには藩内では相手になる者がいなくなるほどに上達、16歳で九州一円を武者修行して名声をあげる。このころ、日田の広瀬淡窓や筑前の高僧・仙厓義梵のもとで学問を修めたという。
天保2年（1831年）に江戸をめざして出立するが、江戸に現れたのは7年後であった。この間、下関で長門屋嘉兵衛という造り酒屋に寄食するうちに嘉兵衛の娘と相愛となり、女子（菊）が生まれたり、近江水口藩に仕えていた同郷の儒者・中村栗園に漢学を学んだりしていた模様である。
天保9年（1838年）、江戸に出て、直心影流剣術の男谷信友の内弟子になる。剣技の上達はめざましく、1年あまりで師範免許を受け、男谷道場の師範代を務める。その傍ら、鈴木清兵衛の道場にも通って起倒流柔術を習った。鈴木道場で勝麟太郎（のちの勝海舟）と相弟子となったことが縁となり、後に虎之助が道場を開くと、勝は男谷の紹介で虎之助に弟子入りする。
天保14年（1843年）、奥羽の武者修行の後、浅草新堀に道場を開く。道場では兄の島田小太郎友親が師範代となり、同時に男谷の教えを受けた。このころ、松平忠敬の出入り師範として20人扶持の俸禄を得た。下関で生まれた娘・菊は松平忠敬の家臣に嫁している。
嘉永5年（1852年）9月16日、39歳で病没し、浅草正定寺に葬られた。墓の撰文は男谷信友による。

## 男谷信友への弟子入り
虎之助が天保9年（1838年）に江戸に現れたとき、当時「日本随一」ともいわれた男谷信友に試合を申し込んだ。男谷は例によってあっさりとこれを受け、三本勝負の一本を虎之助に取らせた。
これに勢いづいた虎之助は、つづいて井上伝兵衛の道場に挑んだ。井上は男谷と同じ直心影流藤川派剣術の「三羽烏」といわれたこともある強豪であり、手加減なしで虎之助をさんざんに打ち込んだ。虎之助が井上に入門を申し込んだところ、井上は男谷への入門を勧めたという。虎之助は「亀沢町（男谷道場）ではもう手合わせ願いましたが、評判ほどのことはありませんでした」と答えた。井上はにやりとして虎之助の観察が甘いといい、「あの方の技量はどこまで強いか底が知れない。君は軽くあしらわれて花を持たせてもらっただけのことだ。もう一度行ってみろ」と紹介状を書いてくれた。
虎之助はいわれたとおり紹介状を持って男谷道場を再訪し、謝って弟子入りしたという。一説には、このとき再度立ち合ったところ、男谷の眼光に圧倒され、道場の隅に追い込まれて平伏するほかなかったともいう。

## 島田虎之助を扱った作品
- 中里介山の小説『大菩薩峠』において、机竜之助と対決し、宇津木兵馬を剣士に育てる。
- 氷川きよしの演歌『一剣』に歌われる剣客のモデルでもある。
- みなもと太郎の漫画『風雲児たち』では、若き日の勝海舟の師匠として登場する。
- さいとう・たかをの劇画『武芸紀行　～風よ雲よ剣よ～』では、主人公の風吹波之進を男谷信友に弟子入りさせる。男谷と共に波之進の心の支えとなっていたが、島田の死から波之進の運命は急転する。

## 演じた人物
- 岡譲二 － 大菩薩峠 第一篇 甲源一刀流の巻（日活、稲垣浩監督、1935年）
- 岡譲二 － 大菩薩峠 鈴鹿山の巻・壬生島原の巻（日活、稲垣浩監督、1936年）
- 月形龍之介－ 大菩薩峠 甲源一刀流（東映、渡辺邦男監督、1953年）
- 大河内傅次郎－ 大菩薩峠 第一部（東映、内田吐夢監督、1957年）
- 島田正吾－ 大菩薩峠（大映、三隅研次監督、1960年）
- 三船敏郎－ 大菩薩峠（東宝、岡本喜八監督、1966年）
- 垂水悟郎 － 勝海舟（NHK、大河ドラマ、1974年）[1]
- 姜暢雄 － 小吉の女房2（NHK_BSプレミアム、2021年）

## 参考書籍
- 『日本剣豪100選』（綿谷雪著、秋田書店）